# Dorngraben (Gemeinde Söding-Sankt Johann)
Dorngraben ist eine Rotte in der Weststeiermark in der Gemeinde Söding-Sankt Johann im Bezirk Voitsberg, Steiermark.

## Ortsname und Geografie
Der Namensteil Dorn- leitet sich vom mittelhochdeutschen dorn für Dornengebüsch, Dornenstrauch ab, während der Namensteil -graben vom ebenfalls mittelhochdeutschen grabe für Graben, Bodenvertiefung, abstammt. Der Ortsname bedeutet also so viel wie mit Dornensträuchern bestandene Bodenvertiefung.
Dorngraben liegt im Nordwesten der Gemeinde Söding-Sankt Johann, nordöstlich des Hauptortes Sankt Johann ob Hohenburg und nordwestlich des Hauptortes Söding, im nördlichen Teil der Katastralgemeinde Moosing, auf einer Anhöhe zwischen dem Muggaubach im Westen sowie der Packer Straße B 70 im Süden.

## Geschichte
Dorngraben entstand im 12. oder 13. Jahrhundert als Streusiedlung im hochmittelalterlichen Rodungsgebiet und bestand aus Höfen mit Block- und Streifenfluren. Die erste urkundliche Erwähnung des Ortes als im Dorngraben erfolgte 1418.
Die Einwohner des Ortes gehörten im 16. Jahrhundert teilweise zur Herrschaft Dornegg. Für das Jahr 1542 sind in Dorngraben mehrere Bergholden des Gall und des Moritz von Racknitz belegt. Weitere Bergholden lagen beim Bergamt Gaisfeld der Herrschaft Lankowitz sowie Großsöding. Ein Garben- und Weinzehent lag bei der Herrschaft Premstätten, ein weiters Weinzehent in Verbindung mit der Herrschaft Dornegg lag bei der Herrschaft Winterhof. Dorngraben gehörte zum Werbbezirk der Herrschaft Ligist.

## Wirtschaft und Infrastruktur
Dorngraben ist landwirtschaftlich geprägt, wobei vor allem der seit dem 16. Jahrhundert nachweisbare Weinbau eine wichtige Rolle spielt.
Die Kinder des Ortes besuchen die Schulen in Mooskirchen und Sankt Johann ob Hohenburg.

## Sehenswürdigkeiten und Bauwerke
Zu den sakralen Bauwerken im Ort gehört die 1926 an der Stelle eines alten Marienbildes als Holzbau errichtete Maria-Schutz-Kapelle. Im selben Jahre wurde noch ein Glockenturm an die Kapelle angebaut, welcher eine von der Glockengießerei Szabo in Graz gegossene Glocke trug. Im Jahr 1946 wurde die Kapelle erweitert sowie mit einem neuen Glockenturm und einem Maueraufbau versehen. Seither beherbergt sie eine von Anton Zenz gefertigte Marienstatue mit Jesuskind und dient als Ort für die Maiandacht.